# Leah Lewis

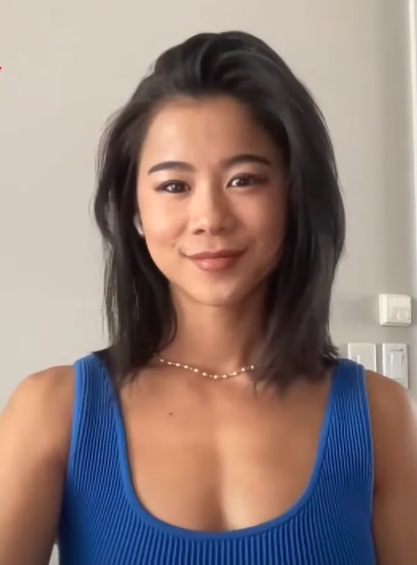
Leah Lewis, 2023

Leah Marie Liang Lewis (* 9. Dezember 1996 in Shanghai, China) ist eine US-amerikanische Schauspielerin.

## Leben
Lewis wurde im Dezember 1996 in der Volksrepublik China geboren. Als sie sechs Monate alt war, wurde sie aus einem Waisenhaus in Shanghai adoptiert und wuchs in Gotha, Florida, auf. Ihre jüngere Schwester Lydia, die nicht mit Lewis biologisch verwandt ist, wurde später aus demselben Waisenhaus adoptiert.
Ihr schauspielerisches Talent entdeckte sie an der Thornebrooke Elementary School in Ocoee, Florida. Anschließend besuchte sie die Southwest Middle School in Orlando, Florida, sowie die Gotha Middle School und die Crenshaw School in Windermere, Florida. Lewis und ihre Mutter pendelten während ihrer Teenagerjahre zwischen Los Angeles und Orlando hin und her. Mit 18 kehrte Lewis nach Orlando zurück, um die High School an der Olympia High School in Orlando zu beenden. Mit 19 Jahren kehrte sie alleine nach Los Angeles zurück.
Seit Mai 2016 ist Lewis mit dem Schauspieler und Sänger Payson Lewis liiert.

## Karriere
Ihre Karriere begann Lewis mit dem Dreh von Werbespots. Ihre erste Schauspielrolle übernahm sie in dem Nickelodeon-Fernsehfilm Fred 3: Camp Fred. Anschließend erhielt sie eine Hauptrolle als Peyton Hall in der geplanten Disney-Channel-Fernsehserie Madison High, die auf den High School Musical-Filmen basiert. Jedoch wurde die Serie nicht realisiert.
Anfang 2013 nahm Lewis an der Castingshow The Voice USA teil, schied jedoch bereits in den Blind Auditions aus.
Zwischen 2015 und 2019 war Lewis ausschließlich in Nebenrollen, unter anderem in Gamer’s Guide für so ziemlich alles (2015–2016), Charmed (2018) und Station 19 (2018–2019) zu sehen.
Seit Oktober 2019 verkörpert Lewis die Rolle der Georgia „George“ Fan in der The-CW-Fernsehserie Nancy Drew. In der 2020 veröffentlichten Netflix-Filmkomödie Nur die halbe Geschichte hat sie die Hauptrolle der Ellie Chu innen.

## Filmografie
- 2007: Nanking
- 2012: Fred 3: Camp Fred (Fernsehfilm)
- 2015–2016: Gamer’s Guide für so ziemlich alles (Gamer's Guide to Pretty Much Everything, Fernsehserie, 2 Episoden)
- 2016: Best Friends – Zu jeder Zeit (Best Friends Whenever, Fernsehserie, Episode 2x04)
- 2018: Leicht wie eine Feder (Light as a Feather, Fernsehserie, Episode 1x09)
- 2018: The Good Doctor (Fernsehserie, Episode 2x04)
- 2018: Charmed (Fernsehserie, 3 Episoden)
- 2018–2019: Station 19 (Fernsehserie, 2 Episoden)
- 2019: The Gifted (Fernsehserie, Episode 2x12)
- 2019–2023: Nancy Drew (Fernsehserie, 62 Episoden)
- 2020: Nur die halbe Geschichte (The Half of It)
- 2020: How to Deter a Robber
- seit 2022: Hier kommen die Batwheels (Batweels, Fernsehserie, Stimme von Batgirl)
- 2023: Elemental (Stimme von Ember Lumen)
- 2023: Tripped Up
- 2024: Die Legende des Tigers (The Tiger's Apprentice, Stimme von Ray)
- seit 2024: Matlock (Fernsehserie)